# Elis (album, 1980)
Az Elis Elis Regina brazil énekesnő utolsó stúdióalbuma, amely 1980 decemberében jelent meg az EMI Odeon Brasil gondozásában. A lemezből 50 000 példányt adtak el Elis Regina életében, 1982. január 19-én bekövetkezett halála utáni héten pedig további 19 000-et. A lemezt 1997-ben négy további dallal Vento de Maio címen újra kiadták. Ez szerepel az 1001 lemez, amit hallanod kell, mielőtt meghalsz című könyvben.

## Az album dalai
| 1. | Sai Dessa                            | Ana Terra / Nathan Marques   | 2:09 |
| 2. | Rebento                              | Gilberto Gil                 | 5:09 |
| 3. | Nova Estação                         | Thomas Roth / Luiz Guedes    | 3:20 |
| 4. | O Medo de Amar É o Medo de Ser Livre | Beto Guedes / Fernando Brant | 4:24 |

| B oldal | B oldal              | B oldal                          | B oldal | B oldal | B oldal | B oldal | B oldal | B oldal | B oldal |
|         | Cím                  | Szerző(k)                        | Hossz   |         |         |         |         |         |         |
| ------- | -------------------- | -------------------------------- | ------- | ------- | ------- | ------- | ------- | ------- | ------- |
| 1.      | Aprendendo a Jogar   | Guilherme Arantes                | 4:36    |         |         |         |         |         |         |
| 2.      | Só Deus É quem Sabe  | Guilherme Arantes                | 4:00    |         |         |         |         |         |         |
| 3.      | O Trem Azul          | Lô Borges / Ronaldo Bastos       | 5:04    |         |         |         |         |         |         |
| 4.      | Vento de Maio        | Telo Borges / Márcio Borges      | 4:02    |         |         |         |         |         |         |
| 5.      | Calcanhar de Aquiles | Jean Garfunkel / Paulo Garfunkel | 3:12    |         |         |         |         |         |         |
| 35:56   |                      |                                  |         |         |         |         |         |         |         |

| 1. | Tiro ao Álvaro                   | Adoniran Barbosa / Osvaldo Molles                  | 2:42 |
| 2. | Se Eu Quiser Falar com Deus      | Gilberto Gil                                       | 5:32 |
| 3. | O que Foi Feito Devera (de Vera) | Milton Nascimento / Fernando Brant / Márcio Borges | 4:48 |
| 4. | Outro Cais                       | Marilton Borges / Duca Leal                        | 2:02 |

| 1. | Se Eu Quiser Falar com Deus              | Gilberto Gil                     | 5:32 |
| 2. | Vento de Maio (instrumental)             | Telo Borges / Márcio Borges      | 4:03 |
| 3. | Calcanhar de Aquiles (instrumental)      | Jean Garfunkel / Paulo Garfunkel | 3:10 |
| 4. | Só Deus É quem Sabe (instrumental)       | Guilherme Arantes                | 4:04 |
| 5. | O Trem Azul (a cappella)                 | Lô Borges / Ronaldo Bastos       | 2:23 |
| 6. | Se Eu Quiser Falar com Deus (a cappella) | Gilberto Gil                     | 4:17 |

## Közreműködők

### Zenészek
- Billentyűs hangszerek: Cézar Camargo Mariano
- Basszusgitár: Kzam, Nathan Marques, Pedro Baldanza
- Akusztikus basszusgitár: Ezequiel, Fernando Sizão
- Dobok: Nenê, Picolé, Rubinho
- Bongó, marimba, kolomp, tambura: Chico Batera
- Cavaquinho: Carlinhos
- Fuvola: Jorginho
- Gitár: Frederiko, Nathan Marques, Pisca
- Orgona: Helvius Vilela
- Klasszikus gitár és akusztikus zongora: Marílton Borges
- Ütőhangszerek: Eliseu Luna, Geraldo, Jorginho, Marçal Filho, Milton Marçal, Sérgio Della Mônica
- Trombita: Maurílio
- Ritmo: Chico Batera
- Gitár: Crispin del Cistia
- Klasszikus gitár: Milton Nascimento, Nathan Marques
- Tizenkét húros gitár: Pisca
- Violão ovation: Nathan Marques, Pisca
- Hathúros gitár: César Farias
- Héthúros gitár: Dino
- Sax: José Roberto
- Szaxofon: José Nogueira, Netinho
- Harsona: Nelsinho
- Kórus: As gatas, César Camargo Mariano, Crispin del Cistia, Cristina, Elis Regina, Fernando Sizão, José Luiz, Gonzaguinha, Lô Borges, Marisa Fossa, Márcio Borges, Marílton Borges, Milton Nascimento, Nathan Marques, Nico Borges, Novelli, Pedro Baldanza, Pisca, Telo Borges, Yê Borges
- Ének:
  - Adoniran Barbosa a Tiro ao Álvaro című dalon
  - Milton Nascimento az O que foi feito devera (De Vera) című dalon
  - Os Borges az Outro Cais című dalon

### Technikai személyzet
- Gyártásvezető: Renato Corrêa
- Vezető producer: Mayrton Bahia
- Zenei rendező: César Camargo Mariano
- Felvételi technikus: Guilherme Reis
- Remix-technikus: Nivaldo Duarte, Franklin Garrido
- Vágás: Osmar Furtado
- Művészeti és grafikai tervezés: Carlos Vergara
- Fotó és borítóterv: Bina Fonyat, Luiz Afonso
- Fényképrészlet a borítón: Pedro Martinelli
- Fényképek és kiskönyv: Wilton Montenegro
- Grafikai koordináció: Tadeu Valério